# خوان لوئیس گالیاردو
خوان لوئیس گالیاردو (اسپانیایی: Juan Luis Galiardo‎؛ ‏۲ مارس ۱۹۴۰ – ۲۲ ژوئن ۲۰۱۲) بازیگر اهل اسپانیا بود.
از فیلم‌ها یا برنامه‌های تلویزیونی که وی در آن نقش داشته است، می‌توان به همگی به‌سوی زندان، آوای وحش، آنتونیوس و کلئوپاترا، تانگو، و در سال سوم، او دوباره برخاست، هنر زندگی، برای شانس نگهش‌دار و سفید، قرمز و... اشاره کرد.